# Sara Braverman
Sara „Surika“ Braverman (hebrejsky: שרה "שוריקה" ברוורמן, narozena 1918 – 10. února 2013) byla židovská výsadkářka, účastnice protinacistického odboje a jedna ze tří žen, které se zúčastnily vojenských výsadků nad okupovanou Evropou během druhé světové války. Byla též jednou ze zakladatelů kibucu Šamir.

## Biografie
Narodila se v rumunském městě Botoșani a v devíti letech se stala členkou sionistického hnutí ha-Šomer ha-ca'ir. V roce 1938 podnikla aliju do britské mandátní Palestiny, kde studovala v zemědělské škole v Ajanotu. Zde se seznámila s Adou Majmonovou a vstoupila do Hagany. V roce 1940 se přestěhovala do zemědělské komunity Magdi'el a o dva roky později se stala členkou elitních úderných jednotek Palmach. V roce 1943 podstoupila speciální výsadkářský výcvik a o rok později se jako dobrovolnice zúčastnila tajného výsadku 37 židovských vojáků v okupované Evropě. Byla jednou ze tří žen, které se této mise účastnily – dalšími dvěma byly Chana Senešová a Chaviva Reiková. Kvůli strachu však nakonec neseskočila z letadla a byla přeřazena na jiný úkol, který nevyžadoval seskok.
V září 1944 se jako příslušnice výsadku na Slovensko dostala do Banské Bystrice, kde se přidala k partyzánům, s nimiž měla pokračovat v cestě do Rumunska, kde se měla přidat k tamnímu odboji. Vzhledem k tomu, že se Rumunsko přidalo na stranu Spojenců, vrátila se přes Itálii do mandátní Palestiny. Tam stála v roce 1947 u zrodu ženských sborů v rámci izraelské armády.
V roce 2010 byla, při příležitosti 62. výročí vzniku Izraele, vybrána do skupiny čtrnácti Izraelců, kteří přispěli k „naplnění sionistické vize skrze budování a rozvíjení židovského státu“. Sehrála klíčovou roli při hlavních ceremoniích v den vzpomínek na padlé vojáky a den izraelské nezávislosti.
Zemřela 10. února 2013 ve věku 95 let.